# Золотая малина (премия, 1988)
8-я церемония вручения наград премии «Золотая малина» за сомнительные заслуги в области кинематографа за 1987 год состоялась 10 апреля 1988 года в Hollywod Roosevelt Hotel, в Лос-Анджелесе, Калифорния.

## Статистика
| Фильм                                                     | номинации | победы |
| --------------------------------------------------------- | --------- | ------ |
| • Челюсти: Месть / Jaws: The Revenge                      | 7         | 1      |
| • Крутые ребята не танцуют / Tough Guys Don’t Dance       | 7         | 1      |
| • Леонард шестой / Leonard Part 6                         | 5         | 3      |
| • Кто эта девчонка? / Who’s That Girl                     | 5         | 1      |
| • Изо всех сил / Over the Top                             | 3         | 2      |
| • Иштар / Ishtar                                          | 3         | 1      |
| • Тайна ценою в миллион долларов / Million Dollar Mystery | 3         | -      |
| • Малыши из мусорного бачка / The Garbage Pail Kids Movie | 3         | -      |

## Список лауреатов и номинантов
Победители выделены отдельным цветом. 
| Категории                         | Лауреаты и номинанты | Лауреаты и номинанты                                                                  | Лауреаты и номинанты                                                           |
| --------------------------------- | --- | ------------------------------------------------------------------------------------- | ------------------------------------------------------------------------------ |
| Худший фильм                      | • Леонард шестой (Columbia) (продюсер: Билл Косби)                                                                            | • Леонард шестой (Columbia) (продюсер: Билл Косби)                                    | • Леонард шестой (Columbia) (продюсер: Билл Косби)                             |
| Худший фильм                      | • Иштар (Columbia) (продюсер: Уоррен Битти)                                                                                   |                                                                                       |                                                                                |
| Худший фильм                      | • Челюсти: Месть (Universal) (Joseph Sargent production)                                                                      |                                                                                       |                                                                                |
| Худший фильм                      | • Крутые ребята не танцуют (Cannon Films) (продюсеры: Менахем Голан и Йорам Глобус)                                           |                                                                                       |                                                                                |
| Худший фильм                      | • Кто эта девчонка? (Warner Bros.) (продюсеры: Росилин Хеллер и Бернард Уильямс)                                              |                                                                                       |                                                                                |
| Худшая мужская роль               | Билл Косби | • Билл Косби — «Леонард шестой» (за роль Леонарда Паркера)                            | • Билл Косби — «Леонард шестой» (за роль Леонарда Паркера)                     |
| Худшая мужская роль               | Билл Косби | • акула «Брюс» — «Челюсти: Месть»                                                     |                                                                                |
| Худшая мужская роль               | Билл Косби | • Джадд Нельсон — «Шквальный огонь» (за роль Робина Уэзерса)                          |                                                                                |
| Худшая мужская роль               | Билл Косби | • Райан О’Нил — «Крутые ребята не танцуют» (за роль Тима Мэддена)                     |                                                                                |
| Худшая мужская роль               | Билл Косби | • Сильвестр Сталлоне — «Изо всех сил» (за роль Линкольна Хоука)                       |                                                                                |
| Худшая женская роль               | Мадонна | • Мадонна — «Кто эта девчонка?» (за роль Никки Финн)                                  | • Мадонна — «Кто эта девчонка?» (за роль Никки Финн)                           |
| Худшая женская роль               | Мадонна | • Лоррейн Гэри — «Челюсти: Месть» (за роль Элен Броуди)                               |                                                                                |
| Худшая женская роль               | Мадонна | • Сондра Локк — «Мальчик-крыса» (за роль Никки Моррисон)                              |                                                                                |
| Худшая женская роль               | Мадонна | • Дебра Сэндлунд — «Крутые ребята не танцуют» (за роль Пэтти Ларейн)                  |                                                                                |
| Худшая женская роль               | Мадонна | • Шэрон Стоун — «Аллан Куотермэйн и потерянный город золота» (за роль Джесси Хьюстон) |                                                                                |
| Худшая мужская роль второго плана | | • Дэвид Менденхолл — «Изо всех сил» (за роль Майкла Катлера/Хоука)                    | • Дэвид Менденхолл — «Изо всех сил» (за роль Майкла Катлера/Хоука)             |
| Худшая мужская роль второго плана | • Билли Барти — «Властелины вселенной» (за роль Гуилдора)                                                                     |                                                                                       |                                                                                |
| Худшая мужская роль второго плана | • Том Босли — «Тайна ценою в миллион долларов» (за роль Сидни Престона)                                                       |                                                                                       |                                                                                |
| Худшая мужская роль второго плана | • Майкл Кейн — «Челюсти: Месть» (за роль Ходжи Ньюкомба)                                                                      |                                                                                       |                                                                                |
| Худшая мужская роль второго плана | • Макк Драйден и Джейми Алкрофт — «Тайна ценою в миллион долларов»                                                            |                                                                                       |                                                                                |
| Худшая женская роль второго плана | Дэрил Ханна | • Дэрил Ханна — «Уолл-стрит» (за роль Дерен Тейлор)                                   | • Дэрил Ханна — «Уолл-стрит» (за роль Дерен Тейлор)                            |
| Худшая женская роль второго плана | Дэрил Ханна | • Глория Фостер — «Леонард шестой» (за роль Медузы Джонсон)                           |                                                                                |
| Худшая женская роль второго плана | Дэрил Ханна | • Мэриел Хемингуэй — «Супермен 4: Борьба за мир» (за роль Лейси Уорфилд)              |                                                                                |
| Худшая женская роль второго плана | Дэрил Ханна | • Грейс Джонс — «Сиеста» (за роль Кончиты)                                            |                                                                                |
| Худшая женская роль второго плана | Дэрил Ханна | • Изабелла Росселлини —                                                               | «Сиеста» (за роль Марии), «Крутые ребята не танцуют» (за роль Мадлен Рэдженси) |
| Худший режиссёр                   | Норман Мейлер | • Норман Мейлер за фильм «Крутые ребята не танцуют»                                   | • Норман Мейлер за фильм «Крутые ребята не танцуют»                            |
| Худший режиссёр                   | Норман Мейлер | • Элейн Мей за фильм «Иштар»                                                          |                                                                                |
| Худший режиссёр                   | Норман Мейлер | • Джеймс Фоули — «Кто эта девчонка?»                                                  |                                                                                |
| Худший режиссёр                   | Норман Мейлер | • Джозеф Сарджент — «Челюсти: Месть»                                                  |                                                                                |
| Худший режиссёр                   | Норман Мейлер | • Пол Вейланд — «Леонард шестой»                                                      |                                                                                |
| Худший сценарий                   | Билл Косби | • Джонатан Рейнольдс и Билл Косби — «Леонард шестой»                                  | • Джонатан Рейнольдс и Билл Косби — «Леонард шестой»                           |
| Худший сценарий                   | Билл Косби | • Элейн Мей — «Иштар»                                                                 |                                                                                |
| Худший сценарий                   | Билл Косби | • Майкл Де Гузман — «Челюсти: Месть»                                                  |                                                                                |
| Худший сценарий                   | Билл Косби | • Норман Мейлер — «Крутые ребята не танцуют»                                          |                                                                                |
| Худший сценарий                   | Билл Косби | • Эндрю Смит и Кен Финклмен — «Кто эта девчонка?»                                     |                                                                                |
| Худшая новая звезда               | | • Дэвид Менденхолл — «Изо всех сил» (за роль Майкла Катлера/Хоука)                    | • Дэвид Менденхолл — «Изо всех сил» (за роль Майкла Катлера/Хоука)             |
| Худшая новая звезда               | • Малыши из мусорного бачка — «Малыши из мусорного бачка»                                                                     |                                                                                       |                                                                                |
| Худшая новая звезда               | • Дэвид Пол и Питер Пол (братья-варвары) — «Варвары»                                                                          |                                                                                       |                                                                                |
| Худшая новая звезда               | • Дебра Сэндлунд — «Крутые ребята не танцуют» (за роль Пэтти Ларейн)                                                          |                                                                                       |                                                                                |
| Худшая новая звезда               | • Джим Варни — «Эрнест в лагере» (за роль Эрнеста Уоррелла)                                                                   |                                                                                       |                                                                                |
| Худшая песня к фильму             | • I Want Your Sex — «Полицейский из Беверли-Хиллз 2» — автор: Джордж Майкл                                                    | • I Want Your Sex — «Полицейский из Беверли-Хиллз 2» — автор: Джордж Майкл            | • I Want Your Sex — «Полицейский из Беверли-Хиллз 2» — автор: Джордж Майкл     |
| Худшая песня к фильму             | • El Coco Loco (So, So Bad) — «Кто эта девчонка?» — автор: Коати Мунди                                                        |                                                                                       |                                                                                |
| Худшая песня к фильму             | • Let’s Go to Heaven in My Car — «Полицейская академия 4: Граждане в дозоре» — авторы: Брайан Уилсон, Юджин Лэнди и Гари Ашер |                                                                                       |                                                                                |
| Худшая песня к фильму             | • Million Dollar Mystery — «Тайна ценою в миллион долларов» — авторы: Бэрри Манн и Джон Льюис Паркер                          |                                                                                       |                                                                                |
| Худшая песня к фильму             | • You Can Be a Garbage Pail Kid — «Малыши из мусорного бачка» — автор: Майкл Ллойд                                            |                                                                                       |                                                                                |
| Худшие визуальные эффекты         | • Генри Миллар — «Челюсти: Месть»                                                                                             | • Генри Миллар — «Челюсти: Месть»                                                     | • Генри Миллар — «Челюсти: Месть»                                              |
| Худшие визуальные эффекты         | • Джон Карл Бюхлер (Mechanical Make-Up Imageries, Inc.) — «Малыши из мусорного бачка»                                         |                                                                                       |                                                                                |
| Худшие визуальные эффекты         | • Харрисон Элленшоу и Джон Эванс — «Супермен 4: Борьба за мир»                                                                |                                                                                       |                                                                                |